# Политика (Аристотель)
«Поли́тика» (греч. Πολιτικά) — трактат Аристотеля о государстве, содержащий начала социальной и политической философии. Трактат написан в последние годы (335—322 до н. э.) жизни Аристотеля в Афинах, попавших под влияние Македонии. В книге рассматриваются проблемы семьи как ячейки государства, рабства, гражданства, определения государства, а также форм его правления и целей.
Отмечают, что конечная задача, которую ставит перед собой Аристотель в «Политике», — теоретическое построение идеального полиса.

## Содержание

### Книга 1
Аристотель определяет государство (греч. πόλις) как общину (греч. κοινωνία), организованную ради общего блага. Этим государство противопоставляется семье (греч. οἰκία) — общению, естественным путём возникшему для удовлетворения повседневных надобностей. Семьи, объединённые в селения (греч. κώμη), составляют неотъемлемую часть государства. Аристотель под семьёй понимает семью патриархальную, где есть домашние рабы (δούλων), а глава семьи уподоблен монарху. В отличие от позднейших теорий общественного договора, Аристотель считает государство естественным образованием, а человека он называет существом политическим (греч. πολιτικὸν ζῷον).
Войну Аристотель интерпретирует как «средство для приобретения собственности», прежде всего рабов, которые набираются из варваров — людей «не желающих подчиняться, но от природы предназначенных к подчинению». Домохозяйство (греч. Οικονομικά — экономика) включает в себя три науки: приобретения, пользования и управления.

### Книга 2
Аристотель критикует идеальное государство, описанное в диалогах Платона «Государство» и «Законы», отстаивая необходимость сохранения частной собственности и семьи в государстве. Основной аргумент заключается в следующем: «К тому, что составляет предмет владения большого числа людей, прилагается наименьшая забота». По мысли Аристотеля власть должна принадлежать тем, кто «носит тяжёлое вооружение».

### Книга 3
Аристотель разбирает проблему гражданства. Гражданин — это участник государства, то есть участник суда присяжных и народного собрания. Аристотель отказывал в гражданстве рабам, метекам (иностранцам), ремесленникам, а в 7й книге — и крестьянам. Гражданами не должны считаться те, без кого может обойтись государство. Важное отличие гражданина — это умение и властвовать, и подчиняться. По количеству граждан, принимающих участие в управлении, он различал три «правильные» (то есть нацеленные на достижение общего блага) формы правления:
- Царская власть (монархия) — форма правления, при которой власть принадлежит одному правителю, получающему её по наследству, или же к власти приходит избранник, как в рассмотренной Аристотелем Спарте. Извращением царской власти является тирания.
- Аристократия — форма правления, при которой верховная власть принадлежит гражданам, владеющим собственностью и имеющим в виду высшее благо государства. Извращением аристократии является олигархия (форма правления, при которой верховная власть принадлежит гражданам, владеющим собственностью и имеющим в виду выгоду состоятельных граждан).
- Полития — форма правления, когда ради общей пользы правит большинство. Как правило, в политии верховная власть сосредоточивается в руках воинов, которые вооружаются за собственный счёт. Извращением политии является демократия (власть, имеющая в виду не общее благо, а выгоду неимущих, то есть нищих). В следующей главе он назовёт политию смешением олигархии и демократии[14][15].

Для Аристотеля лучшей формой правления является та, при которой правят самые лучшие граждане: «Из трех видов государственного устройства, какие мы признаем правильными, наилучшим, конечно, является тот, в котором управление сосредоточено в руках наилучших».

### Книга 4
Аристотель перечисляет 5 элементов, составляющих государство:
- Народ — крестьяне, производящие продукты питания;
- Ремесленники — создают орудия труда;
- Торговцы — занимаются обменом и распределением товаров;
- Чиновники — рационально управляют государством;
- Военные — защищают государство.

Помимо вышеперечисленной классификации население государства состоит из неимущего большинства и богатого меньшинства. Первые имеют склонность к демократии, а вторые к олигархии. Для предотвращения смут и гражданских войн Аристотель предлагает укреплять средний класс, то есть способствовать благоденствию «граждан, обладающих собственностью средней, но достаточной». Аристотель также выдвигает идею разделения властей в государстве на три части:
- Законодательный орган, ведающий вопросами войны, мира, союзов и казней;
- Должностной орган;
- Судебный орган.

### Книга 5
Аристотель разбирает причины конфликтов в государстве. Одной из причин нестабильности он называет «разноплемённость населения», личные противоречия в среде правящего класса, а также демагогию, посредством которой один человек способен сосредоточить в своих руках всю полноту власти и стать тираном. Для укрепления стабильности Аристотель предлагает «возбуждать у граждан разные опасения», а также упрочить власть закона, разделить обязанности и заботиться о воспитании подрастающего поколения. Также Аристотель разбирает тиранию как форму государственного правления, определяя ее как самую худшую форму правления, так как она заключает в себе зло, присущее демократии и олигархии, — от олигархии: богатство и недоверие к народной массе; от демократии: борьба со знатными

### Книга 6
Аристотель анализирует различие между демократией и олигархией. По его мнению, если признавать решения меньшинства — это тирания, большинства — справедливость будет нарушена при конфискации имущества богатых, находящихся в меньшинстве. Чтобы достигнуть равенства, нужно искать его в справедливости. А решения должны приниматься с учетом мнения большинства и тех, чей имущественный ценз выше. Демократия наиболее всего подходит земледельческой стране, где у людей, у которых нет значительной собственности, нет досуга устраивать народные собрания, а также земледельцы расселены на большом расстоянии от города, что дает возможность создать хорошую демократию или политию.
После Аристотель размышляет о должностях в государстве. В демократии высшие должности должны назначаться, исходя из имущественного ценза, при участии в выборах всех граждан. 

### Книга 7
Аристотель проявляет эллинский шовинизм, заявляя, что только у эллинов мужество и ум находятся в гармонии. У европейцев есть мужество, но недостаёт ума, тогда как у азиатов есть ум, но недостаёт мужества.
Высшим благом Аристотель называет счастье. Счастье каждого отдельного человека и государства тождественны. Задачами (erga) государства являются:
- Обеспечение пропитанием;
- Обеспечение комфорта;
- Защита;
- Достаток;
- Религиозный культ;
- Справедливость.

Аристотель указывает, что гражданам необходим досуг и известная свобода от удовлетворения первичных потребностей для размышления и участия в делах государства. В этом тезисе он проводит различие между свободными людьми, которые занимаются философией и государственным управлением, и ремесленниками, торговцами, моряками и земледельцами, которые, по его мнению, находятся между свободными гражданами и рабами. Свободные же граждане должны в молодости быть воинами (тяжеловооруженные), обладая физической силой, а с возрастом переходить в государственное управление и становиться совещающимися.

### Книга 8
Аристотель поднимает проблему «воспитания молодёжи», замечая, что там, «где этого нет, сам государственный строй терпит ущерб». Существует четыре основных обучающих предмета (c. 630):
- Грамматика;
- Гимнастика;
- Музыка;
- Рисование.

Особое внимание Аристотель уделяет досугу, так как он является одним из отличий свободных граждан от прочих сословий. Этим объясняется наличие музыки в списке обучающих предметов. По его мнению, искать везде  лишь одну пользу всего менее приличествует людям высоких душевных качеств и свободорожденным. 